# Verticotelson mantis
Verticotelson mantis is een vlokreeftensoort uit de familie van de Stenothoidae. De wetenschappelijke naam van de soort is voor het eerst geldig gepubliceerd in 2006 door Krapp-Schickel.